# Papaver paphium
Papaver paphium är en vallmoväxtart som beskrevs av M.V.Agab., Christodoulou och Hand. Papaver paphium ingår i släktet vallmor, och familjen vallmoväxter. Inga underarter finns listade i Catalogue of Life.